# Denotarisia linguifolia
Denotarisia linguifolia là một loài rêu tản trong họ Jungermanniaceae. Loài này được (De Not.) Grolle miêu tả khoa học lần đầu tiên năm 1971.